# 岩村昂太
岩村 昂太（いわむら こうた、1993年12月7日 - ）は、ジャパンラグビーリーグワン三菱重工相模原ダイナボアーズに所属するラグビー選手でチームの主将。

## プロフィール
- 福岡県出身。
- 3人兄弟の末っ子であり、兄2人も大分舞鶴高校ラグビー部で全国大会に出場経験を持つというラグビー一家で育つ。
- ポジションはスクラムハーフ(SH)。
- 身長 181 cm、体重 85 kg
- U20日本代表候補に選ばれたことがある[1]。

## 略歴
2012年、東福岡高校卒業後、同志社大学に入学する。なお東福岡高校時代、高校日本代表候補に選ばれたことがある。
2015年、同志社大学ラグビー部のBKリーダーに就任した。
2016年、同志社大学卒業後、トヨタ自動車ヴェルブリッツ(現・トヨタヴェルブリッツ)に加入。同年8月27日に行われたジャパンラグビートップリーグ第1節の豊田自動織機シャトルズ戦に先発出場で公式戦初出場を果たす。
2021年、三菱重工相模原ダイナボアーズに加入。
2022年、三菱重工相模原ダイナボアーズの主将に就任。